# Diospyros minimifolia
Diospyros minimifolia är en tvåhjärtbladig växtart som beskrevs av Frank White. Diospyros minimifolia ingår i släktet Diospyros och familjen Ebenaceae. Inga underarter finns listade i Catalogue of Life.